# Balloo (Países Baixos)
Balloo é uma cidade dos Países Baixos, na província de Drente. Balloo pertence ao município de Aa en Hunze, e está situada a .
A área de Balloo, que também inclui as partes periféricas da cidade, bem como a zona rural circundante, tem uma população estimada em 150 habitantes.